# Bataille de Ramla (1102)
Pour les articles homonymes, voir Bataille de Ramla.
Première Croisade
Batailles
- Arsouf
- Mélitène
- Croisades de secours
- Ramla (1er)
- Ramla (2e)
- Tripoli
- Harran
- Artah
- Ramla (3e)
- Croisade norvégienne
- Sidon
- Champ du Sang
- Hab
- Azâz
- Ba'rin
- Shaizar
- Édesse

La bataille de Ramla, souvent appelée seconde bataille de Ramla, est une bataille qui se déroule le 17 mai 1102, entre la première et la deuxième croisade, et qui voit s'affronter les forces croisées et celles du Califat fatimide d'Égypte.
Une armée égyptienne de près de 20 000 hommes, commandée par Charaf, le fils du vizir Al-Afdhal, arrive en Palestine et parvient à surprendre les troupes de Baudouin Ier de Jérusalem à Ramla, près du port de Jaffa.
Le déroulement de la bataille est connu notamment grâce au récit du chroniqueur Orderic Vital (Historia ecclesiastica, X, 19).

## Contexte
Deux années après depuis la prise de la Terre sainte par les croisés, la plupart des chevaliers sont rentrés en Europe et seuls deux milliers d'hommes et trois centaines de chevaliers sont restés, sous les ordres du roi Baudouin Ier. Face à la riposte incessante des fatimides, le roi protège Jérusalem en partageant son armée vers plusieurs avant-postes, dont Lydda, Arsur et Joppé. Le roi défend, lui, avec deux centaines de chevaliers, la forteresse de Ramla, sans savoir où les Égyptiens frapperont en premier.

## Assaut
Face à vingt milliers de Sarrasins, les chrétiens sont enveloppés et la ville est assiégée. Les seigneurs, dont Étienne Henri, Eudes Arpin et Guillaume Sans-Avoir et Simon Sans-Avoir, frères de Gautier Sans-Avoir, organisent l'exfiltration du roi. Accompagné d'un seul chevalier, Baudouin Ier parvient à échapper aux assiégeurs non sans difficultés (il se serait caché parmi les roseaux), et rallie Arsur puis Joppé, d'où il envoie un message appelant le patriarche de Jérusalem, Daimbert, à le secourir.
La forteresse de Ramla tombe et la plupart des Croisés sont capturés ou tués. 
Les troupes égyptiennes parviennent le même jour à Joppé, mais se retirent après trois jours de siège en voyant arriver les renforts chrétiens venus de Jérusalem, et sont chassées jusqu'à leur place forte d'Ascalon.

## Épilogue
Charaf peut reprendre Jérusalem, mais du fait de son indécision, il laisse des renforts francs arriver par mer, et doit retourner en Égypte. 
En 1103 et 1104, le vizir du Caire lancera de nouvelles expéditions contre les Francs qui échoueront[réf. souhaitée].

## Sources primaires
- Foucher de Chartres, Historia Hierosolymitana
- Bertulphe de Nangis, Historia Francorum expugnantium Iherusalem